# چارلز ادگار مورتیمر
چارلز ادگار مورتیمر (انگلیسی: Charles Edgar Mortimer؛ زاده ۱۹۲۰ - درگذشته ۴ ژوئن ۲۰۱۱) شیمیدانی آمریکایی، عضو محقق پروژه منهتن و پیشگام تدریس مباحث شیمی به سبکی نوین بود. او مدرک کارشناسی خود در رشتهٔ شیمی را در سال ۱۹۴۲ دریافت کرده و به‌مدت سی‌وسه سال عضو هیئت علمی دانشگاه مولنبرگ در ایالات متحده بوده است.
چارلز مورتیمر دارای تألیفات متعدد و ۷ اختراع ثبت شده است. معروف‌ترین کتاب وی با نام اصلی «شیمی: از دیدگاهی مفهومی» نخستین بار در ۱۹۶۷ منتشر شده است.او کتاب های دیگری نیز دارد که برای المپیاد علمی شیمی استفاده می شود:شیمی عمومی. و همچنین کتاب های او در دانشگاه آزاد اسلامی ایران تدریس میشود.